# Гарай (судно)

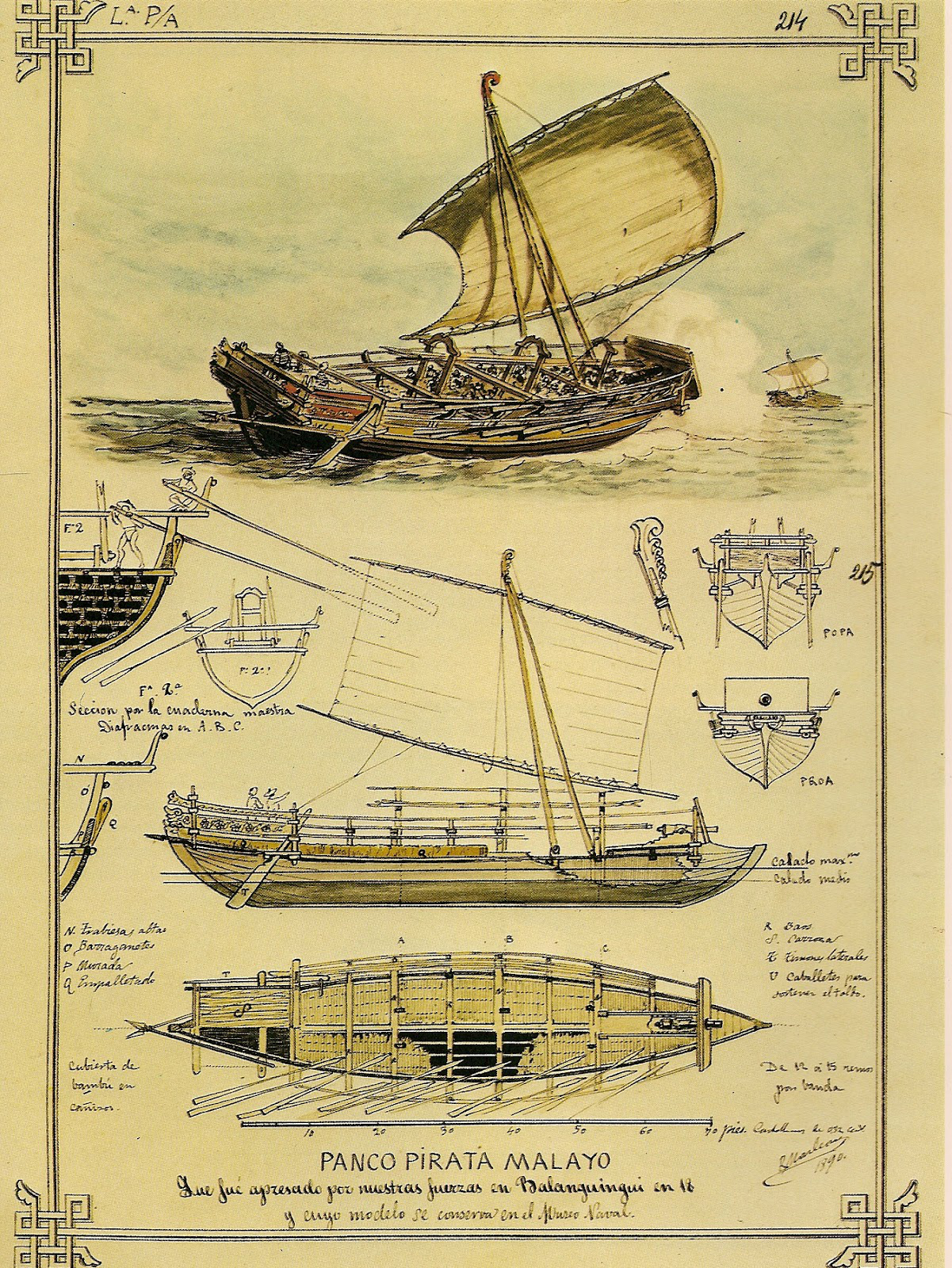
Схема гарая. Рафаель Монлеон (1890)

Гарай — традиційний весельно-вітрильний військовий корабель з архіпелагу Сулу на Філіппінах. У XVIII та XIX століттях вони зазвичай використовувалися народу бангінгі та іранун для піратства проти неозброєних торгових суден і набігів на прибережні поселення в регіонах, що оточують море Сулу.

## Історія
З кінця XVIII століття більшість гараїв будувались на верфях Паранга на острові Холо в архіпелазі Сулу. На початку XIX століття з березня по листопад кожного року ескадри гараїв бангіні регулярно атакували узбережжя південного Палавану. Вони також здійснювали набіги на прибережні райони північного Борнео в пошуках рабів і своїми нападами майже припинили морську торгівлю султаната Бруней. Ці атаки настільки серйозно вплинули на економіку Брунею, що призвели до її занепаду. У народу бангінгі нібито була приказка: «Важко зловити рибу, але легко зловити борнейців».

## Опис

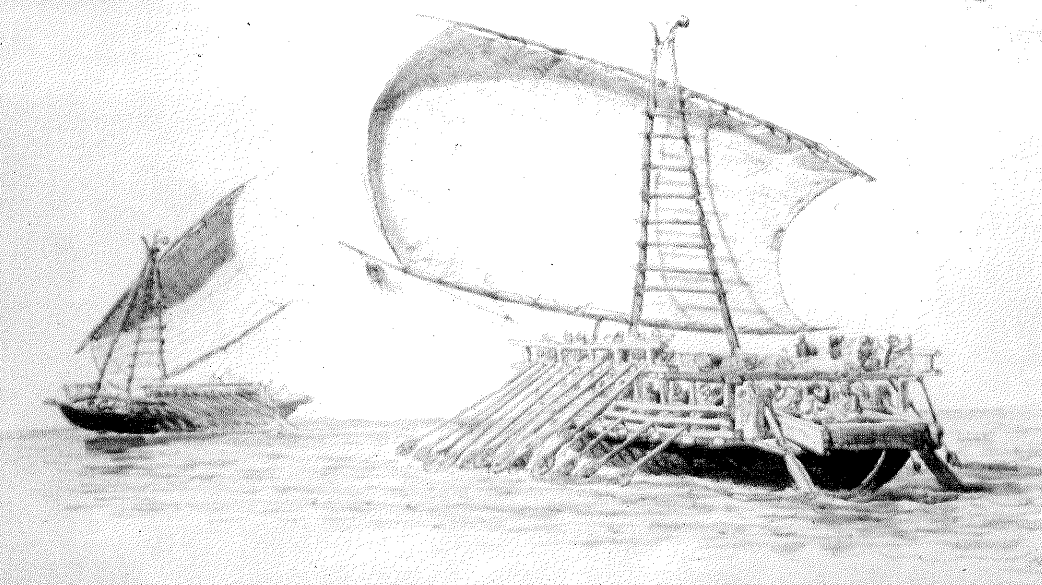
Гараї бангінгі, Рафаель Монлеон (1890)

Гараї були меншими, швидшими та маневренішими, ніж ланонги, інші військові кораблі народу іранун. Вони було значно ширшими в міделі і мали більш круглий корпус з невеликою осадкою. На кораблях встановлювалась  головна грот-щогла у формі триноги, виготовлена з трьох бамбукових жердин, яка була оснащена великим прямокутним вітрилом типу танджа. Вони також мали фок-щоглу та іноді бізань, які були оснащені меншими трикутними вітрилами типу крабова клішня. Коли дув сильний вітер, грот опускали і встановлювали лише переднє вітрило та бізань.
Гараї також могли приводитись в рух веслами. Великий гарай міг мати від 30 до 60 весел, зазвичай розташованих у два ряди, один над іншим. На веслах сиділи або люди, що належали до касти аліпінів, або поневолені раби. Корпус був частково або повністю покритий палубою. Палуба була зроблена з бамбукових рейок, розділених на квадратні секції, які можна було знімати за потреби. Більшу частину довжини корабля займала споруда, схожа на будинок, покрита листям пальми ніпа . Для приготування їжі використовувався підйом над глиняною піччю. По бортах корпусу були нависаючі подіуми, приблизно від 0,3 до 0,6 м по ширині для розміщення другого ряду гребців. Корабель не мав стерна і управлявся двома кермовими веслами, розташовані біля корми.

Найбільші гараї були приблизно від 21 до 24 метрів завдовжки і міг перевозити до 80 людей, але більшість гараїв мали в середньому від 18 до 21 метра з приблизно 60 чоловіками. Існували ще менші ґарей із середнім екіпажем (сакай) із 25 до 30 чоловік. Великі гараї могли  служити кораблями-матками для менших бойових каное-салісіпанів, які могли перевозити додатково до 15 осіб.

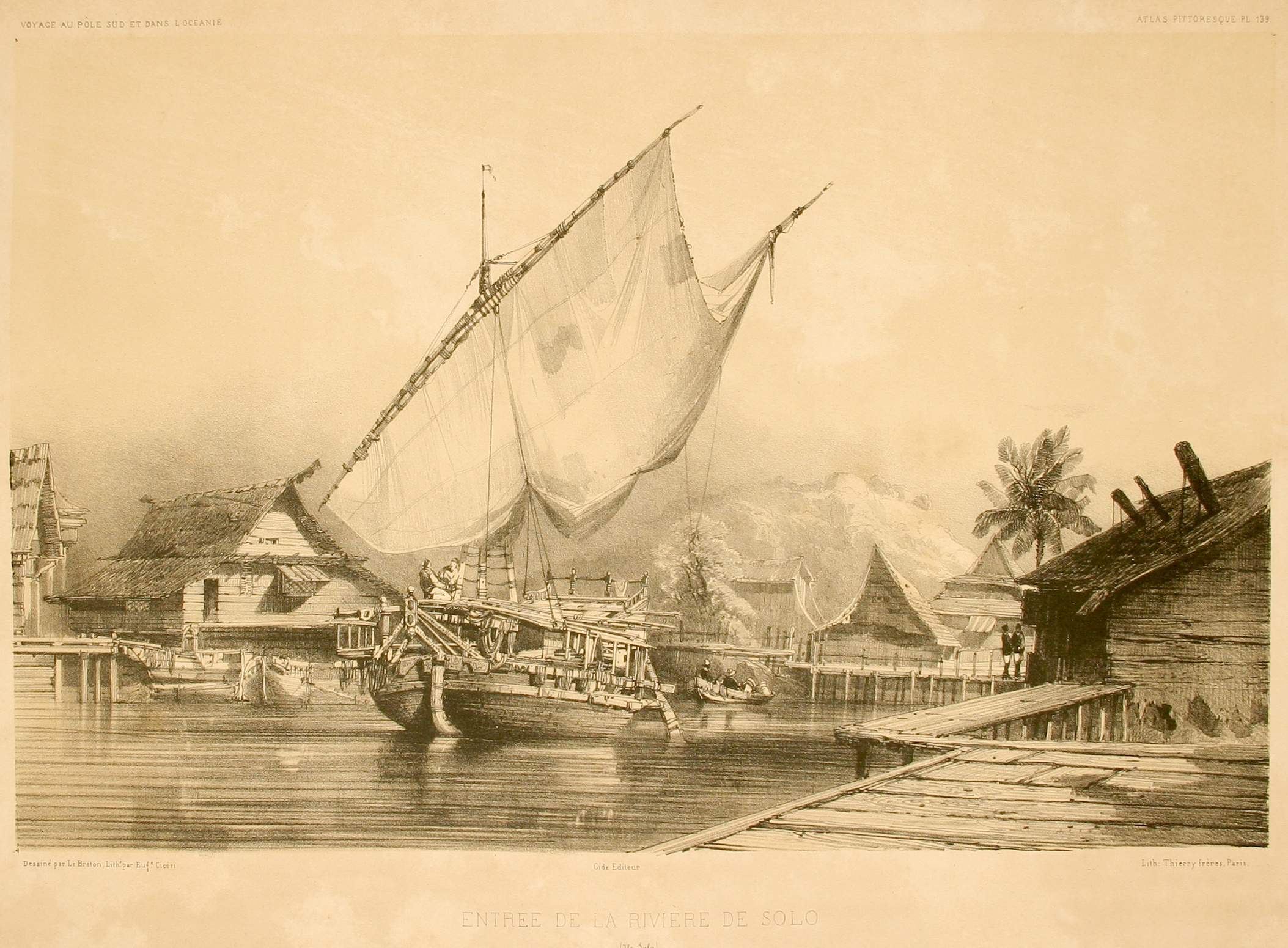
Гарай на стоянці в Сулу, з «Подорожі на Південному полюсі та в Океані на корветах "Астролябія" та "Зеле"» Жуля Дюмона-Дюрвіля (1846)

Гарай очолював накура або накуда (командувач), який, у свою чергу, підпорядковувався пангліма (очільнику ескадри). Юлмурі (перший помічник) відповідав за екіпаж, а також управляв кермом (bausan). Інший офіцер, джулбато, стояв на носі корабля і стежив за рифами та ворожими кораблями, а також відповідав за якір (sao).
Гарай не мав аутригерів (на відміну від інших військових кораблів архіпелага Сулу, таких як ланонг та каракоа). Незважаючи на цей факт, в історичних записах гараї зазвичай неправильно називали прау або проа (обидва цих судна, на відміну від гарая мають аутригери). Проте, виступаючі подіуми для гребців могли функціонувати як своєрідні аутригери у випадках, коли корпус був затоплений, утримуючи корабель на плаву. У малайських, яванських і португальських джерелах гараї іноді помилково називають пенджаджап. Цей термін, однак, стосувався інших, дуже довгих і вузьких військових кораблів, які використовувалися переважно в Малайському архіпелазі. Вони відрізнялися від гараїв шириною (пенджаджапи були надзвичайно вузькими), а також тим, що великі пенджаджапи зазвичай мали аутригери та два вітрила типу танджа. Гараї також іноді називали загальною назвою панко (бангка).

## Озброєння та призначення
Порівняно з ланонгами гараї були легко озброєні. Зазвичай вони мали лише одну велику гармату типу лела. У той час як ланонг спеціалізувався на нападах на інші кораблі та морських боях, гарай більше підходив для набігів на прибережні села та нападу на беззбройні торгові судна.